# Syngeneschiza
Syngeneschiza är ett släkte av skalbaggar. Syngeneschiza ingår i familjen Melolonthidae.
Kladogram enligt Catalogue of Life:
| Syngeneschiza | \| \| Syngeneschiza omrramba \| \| \| \| \| \| Syngeneschiza tarsata \| \| \| \| |
|               | \| \| Syngeneschiza omrramba \| \| \| \| \| \| Syngeneschiza tarsata \| \| \| \| |
|               | Syngeneschiza omrramba                                                           |
|               |                                                                                  |
|               | Syngeneschiza tarsata                                                            |
|               |                                                                                  |